# International Internet Preservation Consortium
L'International Internet Preservation Consortium (Consorzio Internazionale per la Preservazione di Internet) è un'organizzazione internazionale di biblioteche e altre istituzioni nate per coordinare gli sforzi per preservare i contenuti Internet per il futuro. È stata fondata nel luglio 2003 da 12 istituti, il numero è poi cresciuto a 35 membri a gennaio 2010.

## I membri
L'associazione è aperta agli archivi, ai musei, alle biblioteche (comprese le biblioteche nazionali), e alle istituzioni culturali.
Tra gli archivi e le biblioteche nazionali affiliate al progetto vi sono:
- Biblioteca Nazionale Centrale di Firenze
- Biblioteca nazionale austriaca
- Bibliothèque et Archives nationales du Québec
- Biblioteca nazionale di Francia
- British Library
- Biblioteca nazionale ceca
- Biblioteca nazionale tedesca
- Biblioteca nazionale dei Paesi Bassi
- Library and Archives Canada
- Biblioteca nazionale e Universitaria di Zagabria
- Biblioteca universitaria islandese
- Biblioteca universitaria slovena
- Biblioteca della Dieta nazionale del Giappone
- Biblioteca nazionale australiana
- Biblioteca nazionale di Catalogna
- Biblioteca nazionale cinese
- Biblioteca nazionale finlandese
- Biblioteca nazionale israeliana
- Biblioteca nazionale coreana
- Biblioteca nazionale neozelandese
- Biblioteca nazionale norvegese
- Biblioteca nazionale polacca
- Biblioteca nazionale scozzese
- Biblioteca nazionale svedese
- Biblioteca nazionale svizzera
- National Archives (Regno Unito)

Altri partecipanti all'organizzazione includono:
- University of California Digital Library
- Hanzo Archives
- Internet Archive
- Institut national de l'audiovisuel
- National Library Board of Singapore
- WebCite

## Progetti
La IIPC ha sponsorizzato un progetto sulle strategie di ricerca attraverso archivi che includeva la creazione di un archivio incentrato sulla olimpiadi invernali del 2010. La IIPC mantiene una mailing list aperta a chiunque sia interessato a questioni connesse con l'archiviazione del web (web harvesting).
A partire dal 2006, la Biblioteca Nazionale della Nuova Zelanda e la British Library hanno sviluppato il Web Curator Tool, un'applicazione open source per la gestione di archiviazione selettiva del web. La versione 1.5.1 è stata pubblicata il 10 dicembre 2010, ed è disponibile su SourceForge. Il Web Curator Tool è costruito su tecnologie Java come Apache Tomcat, Spring Framework, Hibernate, e alcune tecnologie per l'archiviazione di Internet come il web crawler Heritrix, il motore di ricerca web full-text Nutch e Wayback Machine.